# V860 Возничего
V860 Возничего (лат. V860 Aurigae) — двойная затменная переменная звезда типа W Большой Медведицы (EW) в созвездии Возничего на расстоянии приблизительно 703 световых лет (около 216 парсеков) от Солнца. Видимая звёздная величина звезды — от +13,56m до +13,23m. Орбитальный период — около 0,223 суток (5,3531 часов).

## Характеристики
Первый компонент — оранжевый карлик спектрального класса K. Радиус — около 0,82 солнечного, светимость — около 0,219 солнечной. Эффективная температура — около 4363 К.
Второй компонент — оранжевый карлик спектрального класса K.